# 弱马罗蛛
弱马罗蛛（学名：Maro sublestus）为皿蛛科马罗蛛属的动物。分布于芬兰以及中国大陆的浙江等地。